# Lampada Falkland
(Bruno Munari dopo un raptus d'ira in una fabbrica di calze)
La Lampada Falkland, nota anche come Lampada-calza, è una lampada a sospensione disegnata da Bruno Munari nel 1964. La lampada è composta da una maglia elastica tubolare, prodotto di un calzificio, che prende forma grazie all'inserimento di alcuni anelli metallici di diverso diametro, posti tra loro a distanze prestabilite. La Lampada Falkland, è esposta al MoMA di New York, nel dipartimento Architecture and Design.

## Descrizione tecnica
Materiali
- Riflettore: alluminio naturale;
- Struttura a base: metallo verniciato;
- Diffusore: maglia elastica tubolare bianca sostenuta da cerchi metallici.

Dimensioni
A sospensione la si trova nelle seguenti varianti: 
- Altezza: 165 cm, base inferiore: 40 cm
- Altezza: 85 cm, base inferiore: 40 cm
- Altezza: 53 cm, base inferiore: 40 cm

A terra:
- Altezza: 195 cm, base 40 cm[2]

## Storia
La lampada Falkland nacque in un periodo di elaborazione della cultura giapponese, verso la quale Munari sentiva una grande affinità. Negli anni sessanta, infatti, il designer compì spesso viaggi verso il Giappone, affascinato dallo spirito zen, dall’asimmetria, il design e l’imballaggio della tradizione giapponese.
È proprio in quegli stessi anni che la ditta Danese si rivolse a Munari per la progettazione della lampada. 
Essa venne pensata in modo da soddisfare importanti requisiti, tra cui la buona qualità della luce, la funzionalità oltre che l’estetica e la componente decorativa. Munari voleva realizzare una lampada da soggiorno di costo limitato, facile da montare, di grande volume quando era in uso e di piccolissimo volume quando era in magazzino. Una lampada, insomma, pratica, resistente e lavabile.
Lampade con quasi tutte queste caratteristiche in commercio ne esistevano poche, le uniche forse erano proprio quelle giapponesi. Dall’analisi dei dati raccolti risultava però che queste lampade, fatte di carta,  erano fragili, assorbivano molta luce, ingiallivano e non erano lavabili. Il prezzo era relativamente basso all’origine, ma quando arrivavano in Europa diventavano troppo care.
Munari si concentrò dunque sulla ricerca di un materiale che non ingiallisse, che facesse passare la luce, che costasse poco. Si recò nelle industrie di maglieria dove si producevano tubi di maglia elastica, con l’intento di sperimentare le forme che ne potevano derivare dalla modifica della stessa e per studiare il comportamento della filanca affiancata ad una sorgente luminosa.

## Significato

### Considerazioni figurative
La forma della lampada Falkland di Bruno Munari si crea spontaneamente grazie alle forze che agiscono nella sua struttura, ossia grazie all’ elasticità del tessuto, il peso e la rigidità degli anelli metallici che la compongono. Alla luce di questo, essa viene definita forma spontanea poiché assume il suo aspetto solo quando viene sospesa, per effetto della gravità.
Come già anticipato, egli attua in maniera pionieristica un trasferimento tecnologico da un settore ad un altro, scegliendo come materiale per la sua lampada la filanca, materiale flessibile, leggero e intercambiabile, dal prezzo contenuto.
La lampada, quando sospesa, raggiunge 1.60m di altezza, per poi compattarsi nella sua confezione alta pochi centimetri. Ciò è reso possibile proprio grazie all'utilizzo di un tubolare di calza da donna color bianco, lungo 150 cm e largo 15 cm.
Il tubolare viene allargato da 7 cerchi metallici di diametri diversi, posti a distanze prestabilite. Il risultato è una forma allungata che ricorda i fusti del bambù. Ogni anello di metallo, infatti, allarga il tubo di filanca che si raccorda all’anello vicino tramite una curvatura naturale. Il tubo con gli anelli è poi appeso a un riflettore di alluminio, che riprende la forma delle curve e porta una sola lampadina. La luce, che filtra dal tubo elastico, grazie alla particolare texture del tessuto, crea un caratteristico effetto di luminosità morbida e diffusa.

### Considerazioni plastiche
La lampada Falkland si basa su diverse opposizioni che in semiotica vengono definite plastiche, che configurano l'oggetto sia a livello di forma, di texture che di posizione.
Questi elementi ci permettono di distinguere il corpo del nostro oggetto nelle sue due parti costituenti: il nucleo e l’involucro. Individuiamo il nucleo con la parte elastica della lampada e l’involucro con la parte metallica rettilinea dell’asta che permette la sospensione.

#### Categorie topologiche
La lampada presenta uno sviluppo verticale, che si oppone agli unici elementi orizzontali individuati nei 7 anelli metallici che idealmente tagliano il corpo verticale dell’oggetto. 
Un’opposizione tra alto e basso la individuiamo nella distinzione tra il nucleo e l’involucro.
L’oggetto si presenta perfettamente simmetrico.

#### Categorie eidetiche
Da un punto di vista eidetico la lampada presenta caratteristiche interessanti.
Essa si basa sull’alternanza tra linee curve e rette. La maglia elastica del nucleo, infatti, raccordandosi con l’elemento rettilineo degli anelli in vista frontale, crea una linea curva naturale. Allo stesso modo, l’elemento rettilineo degli anelli, se visto da una posizione diversa, assume una linea naturalmente curva.
L’opposizione dell’elemento curvilineo del nucleo si oppone all’elemento rettilineo (l’asta) dell’involucro.
A livello macroscopico, troviamo opposizioni a livello eidetico anche sulla texture della filanca, formata da un fitto incrocio di linee rette diagonali spezzate, e la parte metallica superiore del nucleo, che nel suo insieme elargisce linee curve e morbide.

#### Categorie cromatiche
Un’analisi a livello cromatico della lampada Falkland ha senso solo se ne si analizza la sua opposizione tra lucido/opaco, dove individuiamo la superficie lucida nelle parti metalliche e la superficie opaca nella maglia di filanca bianca. 
Una volta accesa, la lampada ci restituisce anche un’opposizione tra la superficie calda della maglia elastica, che produce una luce soffusa, e la superficie fredda delle parti metalliche.

### Valori comunicati
Facendo riferimento alla griglia semiotica dei valori, basata sull’interpretazione dei valori di base e dei valori d’uso di Greimas e Courtés, possiamo attribuire alla lampada una valorizzazione di tipo critico. Munari infatti, partendo dall’analisi degli oggetti disponibili sul mercato, rileva un campo di riflessione interessante nell’assenza di una lampada pratica, resistente e di costo contenuto. Il materiale offre una soluzione a questo problema.
La valorizzazione critica degli oggetti infatti, risponde ad una ricerca, nell’ambito del design, di soluzioni eleganti, con un buon rapporto qualità-prezzo, dettati dall’intelligenza del progettista.
Non a caso, la lampada risulta rigorosa, e manifesta l'idea munariana secondo cui la semplificazione è la parte più complessa e difficile da gestire nella progettazione di un oggetto di design. 
La Falkland, inoltre, s'inserisce visionariamente nel campo delle soluzioni ecologiche oggi tanto perseguite, sia a livello di materiali che d'imballaggio.
Sempre facendo riferimento al modello sopracitato, possiamo attribuire alla lampada anche una valorizzazione di tipo pratico, sia per la solidità dell'oggetto, sia per il sapiente uso del materiale che ha permesso lo studio di un packaging economico, contenuto nelle dimensioni, grazie alla facilità di compattamento della filanca e da cui deriva anche la facilità di trasporto, stoccaggio e smaltimento.

## Curiosità
Si ipotizza che la scelta del nome sia un ossequio alle Isole Falkland, la cui principale fonte di sostentamento è la pesca. Il suo materiale, infatti, ricorda le nasse ovvero un attrezzo usato nella pesca tradizionale.